# Kåre Lunden
Kåre Lunden, né le 8 avril 1930 à Naustdal et mort le 18 juillet 2013 à Oslo (à 83 ans), est un historien et auteur norvégien. Professeur émérite d'Histoire à l'Université d'Oslo, il est membre de l'Académie norvégienne des sciences et des lettres.